# Pogonatum microstomum
Pogonatum microstomum är en bladmossart som beskrevs av Bridel 1827. Pogonatum microstomum ingår i släktet grävlingmossor, och familjen Polytrichaceae. Inga underarter finns listade i Catalogue of Life.